# 부림초등학교 입산분교
부림초등학교 입산분교는 경상남도 의령군 부림면 입산로 186 (입산리)에 있었던 분교이다.

## 연혁
- 1908.01.17 사립 창남학교 개교
- 1935.04.01 신반공립보통학교 부설 입산간이학교 개편
- 1943.04.01 입산공립국민학교 승격
- 1954.12.30 현 위치로 이전
- 1992.03.01 부림국민학교 입산분교장 격하
- 1995.03.01 백산분교장 통폐합
- 1999.09.01 부림초등학교로 통합